# Локальне поле
Локальне поле — певний тип полів з топологією, що часто виникають як поповнення полів. Ця топологія породжується для цих полів деяким абсолютним значенням. Локальні поля пов'язані із глобальними полями — скінченними розширеннями раціональних чисел і раціональних функцій однієї змінної над скінченними полями. 

## Означення
Локально компактне топологічне поле з недискретною топологією називається локальним.

## Типи локальних полів
Існує два основних види локальних полів: ті, в яких абсолютне значення є архімедовим, і ті, в яких це не так.
Перші називають архімедовими локальними полями, а другі — неархімедовими локальними полями .
Неархімедові локальні поля можна також охарактеризувати як повні поля щодо дискретного нормування для яких поле лишків є скінченним.
Будь-яке локальне поле є ізоморфним (як топологічне поле) одному з таких полів:
- Архімедові локальні поля (характеристика дорівнює нулю): поле дійсних чисел {\displaystyle \mathbb {R} } і поле комплексних чисел {\displaystyle \mathbb {C} } із стандартними топологіями для цих полів.
- Неархімедові локальні поля нульової характеристики:  р-адичні числа {\displaystyle \mathbb {Q} _{p}} і їх скінченні розширення.
- Неархімедові локальні поля характеристики {\displaystyle p\neq 0}: формальні ряди Лорана над скінченним полем {\displaystyle \mathbb {F} _{p^{n}}} і їх скінченні розширення.

## Властивості

### Абсолютне значення
Якщо на локальному полі K задано відповідне абсолютне значення то на K можна ввести топологію: для додатного дійсного числа m, позначимо Bm підмножину K рівну
{\displaystyle B_{m}:=\{a\in K:|a|\leq m\}.}
Тоді b+Bm є базою околів точки b у K.
Навпаки, якщо задана локально компактна недискретна топологія то адитивна група локального поля, як будь-яка локально компактна топологічна група, допускає єдину (з точністю до множення на додатне число) міру Хаара μ.
На полі {\displaystyle K} можна ввести абсолютне значення {\displaystyle |a|} як
{\displaystyle |a|={\frac {\mu (aX)}{\mu (X)}}}
для деякого (а тому і будь-якої) вимірної підмножини {\displaystyle X\subset K} з ненульовою скінченною мірою Хаара.

### Неархімедові локальні поля
У неархімедовому локальному полі {\displaystyle K} з абсолютним значенням {\displaystyle |{*}|} можна дати наступні означення:
- Кільце цілих чисел

{\displaystyle {\mathcal {O}}=\{a\in K:|a|\leqslant 1\}.}
Воно утворює кільце дискретного нормування і компактну кулю в {\displaystyle (K,|{*}|)}.
- Одиниці в кільці цілих чисел визначаються як {\displaystyle {\mathcal {O}}^{\times }=\{a\in K:|a|=1\}}.

Вони утворюють групу і одиничну сферу в {\displaystyle (K,|{*}|)}.
- Єдиний ненульовий простий ідеал {\displaystyle {\mathfrak {m}}} в кільці цілих чисел є відкритою одиничною кулею

{\displaystyle \{a\in K:|a|<1\},}
і його породжуючий елемент {\displaystyle \omega \in {\mathfrak {m}}} називається уніформізуючим елементом {\displaystyle K}.
- Поле лишків {\displaystyle k={\mathcal {O}}/{\mathfrak {m}}} є скінченним, оскільки воно є компактним і дискретним.
- При цьому {\displaystyle |\omega |={\tfrac {1}{|k|}}}, де {\displaystyle |k|} — потужність поля лишків {\displaystyle k}.

- Кожен ненульовий елемент {\displaystyle a\in K} можна записати як {\displaystyle a=\omega ^{n}\cdot u}, де {\displaystyle u} — одиничний елемент, {\displaystyle n} — ціле число, яке визначається однозначно за {\displaystyle a}.
- Зокрема {\displaystyle |a|=|k|^{-n}=|\omega |^{n}.}